# Illnhausen
Illnhausen ist ein Ortsteil der Gemeinde Birstein im unteren Vogelsberg des hessischen Main-Kinzig-Kreises. Das Dorf liegt am Ufer der Bracht, die bei Wächtersbach in die Kinzig fließt.

## Geschichte

### Ortsgeschichte
Die älteste bekannte urkundliche Erwähnung von Illnhausen erfolgte am 13. März 1372 unter dem Namen „Ilhusen“ in einer Isenburger Urkunde. Im 15. Jahrhundert wurde der Ort in einer Chronik als „Lehen des Illo“ bezeichnet.
Als eine der östlichsten Ortschaften in der Landgrafschaft Hessen-Darmstadt waren die Illnhäuser über die Jahrhunderte Grenzgänger in das kurhessische Gebiet, das dann ab 1866  zu Preußen gehörte. Trotz administrativer Trennung gehörte Illnhausen immer zum evangelischen Kirchspiel Kirchbracht, und die Illnhäuser Kinder gingen auch in Kirchbracht zur Schule.
Im Zuge der Gebietsreform in Hessen wurde die bis dahin selbstständige Gemeinde Illnhausen zum 31. Dezember 1971 auf freiwilliger Basis in die Gemeinde Birstein eingemeindet. Für Illnhausen, wie für alle eingegliederten ehemals eigenständigen Gemeinden von Birstein, wurde ein Ortsbezirk  mit Ortsbeirat und Ortsvorsteher nach der Hessischen Gemeindeordnung gebildet.

### Verwaltungsgeschichte im Überblick
Die folgende Liste zeigt die Staaten und Verwaltungseinheiten, denen Illnhausen angehört(e):
- vor 1806: Heiliges Römisches Reich, Fürstentum Isenburg-Birstein, Amt Wenings, Gericht Wenings
- ab 1806: Fürstentum Isenburg (Rheinbund),[Anm. 2] Amt Wenings
- ab 1813: Generalgouvernement Frankfurt,[Anm. 3] Amt Wenings
- ab 1815: Kaisertum Österreich,[Anm. 4] Amt Wenings
- ab 1816: Großherzogtum Hessen (Souveränitätslande),[Anm. 5] Provinz Oberhessen, Amt Wenings[9] (zur Standesherrschaft Isenburg gehörig)
- ab 1822: Großherzogtum Hessen, Provinz Oberhessen, Landratsbezirk Büdingen[10][Anm. 6]
- ab 1848: Großherzogtum Hessen, Regierungsbezirk Nidda
- ab 1852: Großherzogtum Hessen, Provinz Oberhessen, Kreis Büdingen
- ab 1867: Norddeutscher Bund, Großherzogtum Hessen, Provinz Oberhessen, Kreis Büdingen
- ab 1871: Deutsches Reich, Großherzogtum Hessen, Provinz Oberhessen, Kreis Büdingen
- ab 1918: Deutsches Reich, Volksstaat Hessen, Provinz Oberhessen, Kreis Büdingen
- ab 1938: Deutsches Reich, Volksstaat Hessen, Landkreis Büdingen[11][Anm. 7]
- ab 1945: Deutsches Reich, Amerikanische Besatzungszone, Groß-Hessen,[Anm. 8] Regierungsbezirk Darmstadt, Landkreis Büdingen
- ab 1946: Deutsches Reich, Amerikanische Besatzungszone, Hessen, Regierungsbezirk Darmstadt, Landkreis Büdingen
- ab 1949: Bundesrepublik Deutschland, Hessen, Regierungsbezirk Darmstadt, Landkreis Büdingen
- ab 1971: Bundesrepublik Deutschland, Hessen, Regierungsbezirk Darmstadt, Landkreis Büdingen, Gemeinde Birstein
- ab 1974: Bundesrepublik Deutschland, Land Hessen, Regierungsbezirk Darmstadt, Main-Kinzig-Kreis, Gemeinde Birstein

## Bevölkerung
Einwohnerstruktur 2011
Nach den Erhebungen des Zensus 2011 lebten am Stichtag dem 9. Mai 2011 in Illnhausen 123 Einwohner. Darunter waren 3 (2,4 %) Ausländer. Nach dem Lebensalter waren 18 Einwohner unter 18 Jahren, 45 zwischen 18 und 49, 33 zwischen 50 und 64 und 27 Einwohner waren älter. Die Einwohner lebten in 18 Haushalten. Davon waren 12 Singlehaushalte, 12 Paare ohne Kinder und 18 Paare mit Kindern, sowie 6 Alleinerziehende und keine Wohngemeinschaften. In 6 Haushalten lebten ausschließlich Senioren und in 27 Haushaltungen lebten keine Senioren.
Einwohnerentwicklung
- 1961: 142 evangelische (= 97,26 %), vier katholische (= 2,74 %) Einwohner[1]

| Illnhausen: Einwohnerzahlen von 1834 bis 2021 | Illnhausen: Einwohnerzahlen von 1834 bis 2021 | Illnhausen: Einwohnerzahlen von 1834 bis 2021 | Illnhausen: Einwohnerzahlen von 1834 bis 2021 | Illnhausen: Einwohnerzahlen von 1834 bis 2021 |
| --- | --------------------------------------------- | --------------------------------------------- | --------------------------------------------- | --------------------------------------------- |
| Jahr |                                               |                                               |                                               | Einwohner                                     |
| 1834 | 1834                                          |                                               | 170                                           | 170                                           |
| 1840 | 1840                                          |                                               | 160                                           | 160                                           |
| 1846 | 1846                                          |                                               | 156                                           | 156                                           |
| 1852 | 1852                                          |                                               | 157                                           | 157                                           |
| 1858 | 1858                                          |                                               | 157                                           | 157                                           |
| 1864 | 1864                                          |                                               | 165                                           | 165                                           |
| 1871 | 1871                                          |                                               | 173                                           | 173                                           |
| 1875 | 1875                                          |                                               | 163                                           | 163                                           |
| 1885 | 1885                                          |                                               | 164                                           | 164                                           |
| 1895 | 1895                                          |                                               | 158                                           | 158                                           |
| 1905 | 1905                                          |                                               | 163                                           | 163                                           |
| 1910 | 1910                                          |                                               | 163                                           | 163                                           |
| 1925 | 1925                                          |                                               | 160                                           | 160                                           |
| 1939 | 1939                                          |                                               | 160                                           | 160                                           |
| 1946 | 1946                                          |                                               | 242                                           | 242                                           |
| 1950 | 1950                                          |                                               | 221                                           | 221                                           |
| 1956 | 1956                                          |                                               | 152                                           | 152                                           |
| 1961 | 1961                                          |                                               | 146                                           | 146                                           |
| 1967 | 1967                                          |                                               | 131                                           | 131                                           |
| 1970 | 1970                                          |                                               | 152                                           | 152                                           |
| 1980 | 1980                                          |                                               | ?                                             | ?                                             |
| 1990 | 1990                                          |                                               | ?                                             | ?                                             |
| 2000 | 2000                                          |                                               | ?                                             | ?                                             |
| 2011 | 2011                                          |                                               | 123                                           | 123                                           |
| 2021 | 2021                                          |                                               | 122                                           | 122                                           |
| Datenquelle: Historisches Gemeindeverzeichnis für Hessen: Die Bevölkerung der Gemeinden 1834 bis 1967. Wiesbaden: Hessisches Statistisches Landesamt, 1968. Weitere Quellen: ; Gemeinde Birstein:; Zensus 2011 |                                               |                                               |                                               |                                               |

## Politik
Für Illnhausen besteht ein Ortsbezirk (Gebiete der ehemaligen Gemeinde Illnhausen) mit Ortsbeirat und Ortsvorsteher nach der Hessischen Gemeindeordnung.
Der Ortsbeirat besteht aus fünf Mitgliedern. Bei den Kommunalwahlen in Hessen 2021 betrug die Wahlbeteiligung zum Ortsbeirat 84,0 %. Alle Kandidaten gehörten der „Bürgerliste Illnhausen“ an. Der Ortsbeirat wählte Timo Schleich zum Ortsvorsteher.

## Kultur und Sehenswürdigkeiten
Mit Illnhausens aktivem Vereinsleben und einer für die Größe des Ortes beachtlichen Gastronomie und mit Fremdenverkehrsmöglichkeiten als Ausgangspunkt für Ruhe und Erholung suchende Urlauber aus dem Rhein-Main-Gebiet verbinden sich die Begriffe „Weltkulturerbe 2004“ und „Dorf der Pferde“.

### Hausnamen
Wie in allen Dörfern Oberhessens ist auch in Illnhausen der Gebrauch so genannter Hausnamen üblich. Diese Hausnamen beziehen sich auf Familiennamen teils vor hundertfünfzig oder mehr Jahren ansässiger Familien oder deren Berufe. Lassen sich die Hausnamen „Ortsdienersch“ oder „Spielmanns“ noch einfach erklären, so fällt selbst den heutigen Bewohnern der Häuser „Bloose“ oder „Hannirche“ die Erklärung der Herkunft ihres Hausnamens schwer. Heute ergeben sich folgende Schwierigkeiten: während beispielsweise „in Krause“ noch immer die Familie Kraus ansässig ist, wohnte die im Jahr 2018 verstorbene Frau Herchenröder nicht etwa bei Herchenröders, sondern „in Scheffe“, und bleibt somit als die „Scheffe Minna“ in Erinnerung. Kompliziert wird es, wenn ein Fremder den „Lissmanns Karl“ sucht. Der wohnt keineswegs „in Lissmanns“ sondern „in Bloose“, denn „in Lissmanns“ wohnt die Familie Bernhardt.

### Das Dolle Dorf
Am 20. März 2010 wurde Illnhausen vom Hessischen Rundfunk als „Dolles Dorf“ porträtiert. In kürzester Zeit brachten die Illnhäuser ihre Heimat nach dem strengen Winter auf Vordermann. Das Motto der fünfminütigen Dokumentation war die Dorfrundfahrt im vollbesetzten Tourenbus mit einem ortskundigen Reiseleiter. Vorgestellt wurden die ortsansässige Künstlerin, der metallverarbeitende Betrieb, der Wellnesstempel und der „Wassermann“. Ihre Mobilität bewiesen die Illnhäuser beim Kutschenkorso und beim Rasenmäherrennen. Die am Abend des 20. März ausgestrahlte Hessenschau brachte Illnhausen einem Millionenpublikum nahe.
Am 2. Juni 2011 setzte sich Illnhausen in der Vorrunde Ost zur Wahl des Dollen Dorfes 2011 mit mehr als zwei Dritteln aller Stimmen gegen 12 weitere Bewerber aus Osthessen durch. Im Finale am 12. Juni 2011 auf dem Hessentag in Oberursel kam Illnhausen auf den dritten Platz.

### Kulturdenkmäler
Siehe: Liste der Kulturdenkmäler in Birstein-Illnhausen

### Vereine
- Freiwillige Feuerwehr Illnhausen
- Männergesangverein 1922 Kirchbracht-Illnhausen